# Vernaya fulva
Vernaya fulva és una espècie de mamífer rosegador de la família dels múrids. Viu a altituds d'entre 2.100 i 2.700 msnm a Myanmar i el sud de la Xina. Es tracta d'un animal arborícola. El seu hàbitat natural són els boscos montans. És una espècie en risc mínim, és a dir, no sembla que hi hagi cap amenaça significativa per a la seva supervivència. El seu nom específic, fulva, significa ‘bruna’ en llatí.